# Château Rouge (metropolitana di Parigi)
Château Rouge è una stazione della linea 4 della metropolitana di Parigi ed è ubicata nel XVIII arrondissement.

## La stazione
La stazione è sita nel quartiere di Château Rouge dal quale ha mutuato il nome.

## Accessi
- 42, boulevard Barbès
- 48, place du Château Rouge

## Interconnessioni
- Bus RATP - 31, 56